# Tipula orientalis
Tipula orientalis är en tvåvingeart som beskrevs av Paul Lackschewitz 1930. Tipula orientalis ingår i släktet Tipula och familjen storharkrankar. Inga underarter finns listade i Catalogue of Life.